# 短柱亚麻
短柱亚麻（学名：Linum pallescens）为亚麻科亚麻属下的一个种。